# Colours of Time
Colours of Time (franska: La venue de l'avenir) är en fransk kriminaldrama- och komedifilm som hade premiär på Cannes filmfestival den 22 maj 2025. Den är regisserad av Cédric Klapisch som även skrivit manus tillsammans med Santiago Amigorena.

## Handling
Filmen handlar om fyra kusiner som ärver ett gammalt hus på den normandiska landsbygden och följer i sina förfäders fotspår i 1800-talets Paris.

## Rollista (i urval)
- Suzanne Lindon - Adèle
- Abraham Wapler - Seb
- Vincent Macaigne - Guy
- Julia Piaton - Céline
- Zinedine Soualem - Abdel
- Paul Kircher - Anatole
- Vassili Schneider - Lucien
- Sara Giraudeau - Odette
- Cécile de France - Calixte de La Ferrière
- Olivier Gourmet - Claude Monet
- Fred Testot - Félix Nadar
- François Berléand - Victor Hugo
- Philippine Leroy-Beaulieu - Sarah Bernhardt